# Feldberg (Schwarzwald)
Feldberg (Schwarzwald) ist eine Gemeinde im Landkreis Breisgau-Hochschwarzwald in Baden-Württemberg.

## Geografie

### Geografische Lage
Feldberg liegt im Naturpark Südschwarzwald, etwa 25 Kilometer südöstlich von Freiburg.
Die Gemeinde Feldberg erstreckt sich von 848 m ü. NHN im Seebachtal an der nordöstlichen Gemeindegrenze bis zum Gipfel des Feldbergs auf 1494 m ü. NHN.
Feldberg-Ort ist mit 1277 m ü. NHN die höchstgelegene Ortschaft Deutschlands. Sie liegt oberhalb der Passhöhe des Feldbergpasses (1231 m ü. NHN) zwischen dem Wiesental im Süden und dem Gutachtal im Norden, unmittelbar südöstlich unterhalb des Gipfels des Feldbergs, der höchsten Erhebung Baden-Württembergs.
Der einwohnerreichste Ortsteil der Gemeinde Feldberg ist Falkau, er erstreckt sich ins Haslachtal Richtung Lenzkirch, während sich in Altglashütten (ca. 990 m ü. NHN) das Rathaus und andere zentrale Einrichtungen befinden. Der Ortsteil Bärental liegt nordwestlich von Altglashütten und reicht bis ins untere Seebachtal.

### Gemeindegliederung

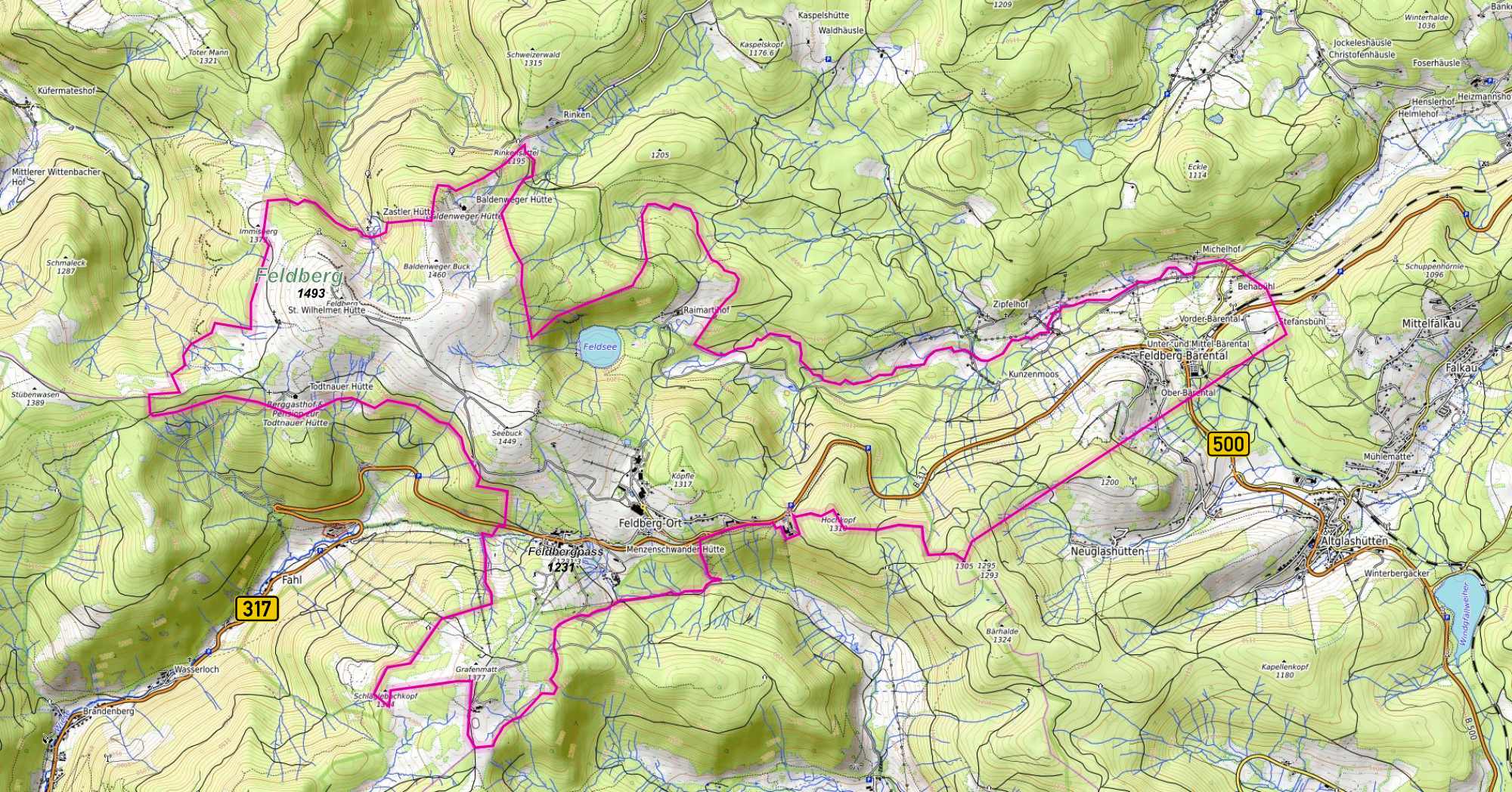
Topographische Karte von Feldberg-Ort mit Grenze

Zur jetzigen Gemeinde Feldberg (Schwarzwald), bestehend aus den drei ehemaligen Gemeinden Feldberg, Altglashütten und Falkau gehören 30 Dörfer, Gemeindeteile, Zinken, Höfe und Häuser.
- Zur ehemaligen Gemeinde Altglashütten gehören die Dörfer Altglashütten und Neuglashütten, der Zinken Drehkopf und die Wohnplätze Auf der Plätze, Mühlematte und Winterbergäcker.
- Zur ehemaligen Gemeinde Falkau gehören die Gemeindeteile Hinterfalkau, Mittelfalkau und Vorderfalkau und der Wohnplatz Seewald.
- Zur Gemeinde Feldberg (Schwarzwald) im Gebietsstand vor dem 1. September 1971 gehörten die Zinken Behabühl, Hinterbärental, Kunzenmoos, Oberbärental, Stefansbühl, Unteres und mittleres Bärental, Vorderbärental, das Gehöft Raimartihof und die Wohnplätze Baldenweger Buck, Beim Zeiger, Caritas-Haus, Dienstgehöft der Straßenbauverwaltung, Feldbergerhof, Feldberggipfel, Grafenmatt, Hebelhof, Menzenschwander Hütte, St. Wilhelmer Hütte und Todtnauer Hütte.[6]

Das Gemeindegebiet gliedert sich in drei Gemarkungen:
| Gemarkung     | Fläche in ha |  |
| Feldberg-Ort  | 1517         |  |
| Altglashütten | 516          |  |
| Falkau        | 464          |  |
| Gesamt        | 2497         |  |

Die Gemarkung Feldberg-Ort umfasst die Ortsteile Feldberg-Ort und Bärental und die Gemarkung Altglashütten die Ortsteile Altglashütten und Neuglashütten.

### Nachbargemeinden
Im Norden grenzt die Gemeinde an Oberried und Hinterzarten, im Osten an Lenzkirch und Schluchsee (alle Landkreis Breisgau-Hochschwarzwald), im Süden an St. Blasien und Bernau (Landkreis Waldshut) und südwestlich an Todtnau (Landkreis Lörrach).

## Geschichte
Die erste urkundliche Erwähnung des Feldbergs ist aus dem Jahr 983 bekannt. Die Urkunde, welche in Verona ausgestellt wurde, erwähnt den „Veltperch“ als eine Besitzung des Klosters St. Blasien. Die Echtheit dieser Urkunde ist jedoch umstritten. Eine zweite, gesichert echte Erwähnung findet sich im Jahr 1065 ebenfalls in einer Besitzbestätigung für das Kloster. Feldberg ist damit wie Schluchsee einer der ältesten schriftlich erwähnten Orte im Hochschwarzwald.

### Gründung Altglashütten und Neuglashütten
Wie viele Teile des Hochschwarzwaldes war auch das Gebiet um den Feldberg lange unbesiedelt und es finden sich nur Belege von Durchreisen. Die zum Fürstentum Fürstenberg gehörende Herrschaft Lenzkirch umfasste im 17. Jahrhundert auch das heutige Falkau und weite Teile Altglashüttens. Ab 1627 gab es Überlegungen, wie man diese Gebiete wirtschaftlich nutzen konnte. Nach einer Inspektion der Gebiete zwischen Windgfällweiher und Rotmeer wurde am 4. Juli 1634 ein Bestandsbrief zum Betrieb der Rotwasserglashütte übergeben, die ihren Standort dort hatte, wo sich heute das Rathaus in Altglashütten befindet. Damit begann die Besiedelung des Gemeindegebietes. Als Rotwasser wurde damals ein größeres Gebiet östlich des Feldbergs bezeichnet.
Die Rotwasserglashütte wuchs schnell, es wurden weitere Glashütten errichtet und eine kleine Siedlung bildete sich. In der Hochzeit um 1660 reichte das Gebiet, welches die Hütte mit Glasträgern belieferte, bis nach Frankfurt und Württemberg. 1669 wurden die Häuser, Höfe und Felder von Franz von Fürstenberg den dortigen Bewohnern verkauft. Da sie sich alles in direkter Umgebung der Rotwasserglashütte befand, hatte sich ein kleines Dorf entwickelt, welches die Bewohner ab dem 18. Jahrhundert als „Dörfle“ bezeichneten, was eine bis heute erhaltende Bezeichnung für Altglashütten ist.
Der Holzbedarf der Glaswirtschaft war enorm, was 1706 schließlich zum Bau bei einer neuen Glashütte weiter westlich führte, der Neurotwasserglashütte, was den Namen der Ortsteile Altglashütten und Neuglashütten erklärt, damals jedoch noch als „Alt- und Neurotwasserglashütten“.
Unbekannt ist, wieso die Glasbläser spätestens 1726 das Gebiet des Rotwassers komplett verließen und nach Herzogenweiler weitergingen, wahrscheinlich jedoch weil dort noch mehr einfach zugängliches Holz zur Verfügung stand.

### Gründung Falkau
1656 suchten Tagelöhner aus Lenzkirch-Saig Siedlungsplätze in der Bruderhalde (heute Gemeinde Hinterzarten), die vom Amt Neustadt verwaltet wurde. Dieses hörte die Siedler an, die klagten, es gäbe in der Region um Lenzkirch so viele Tagelöhner, dass sie nicht mehr davon leben konnten und keine Herberge fanden. Das Amt wies den Siedlern nicht etwa Gebiete in der Bruderhalde zu, sondern in dem noch komplett bewaldeten „Falckhauer“.
Am 6. Mai 1658 siedelten sich schließlich neun Menschen im heutigen Vorderfalkau, im Haslachtal Richtung Lenzkirch, an. Die Herkunft des Ortsnamens ist nicht abschließend sicher, am wahrscheinlichsten ist eine Herkunft über den Begriff „Falkenhau“, wobei ein Hau einen Ort bezeichnet, an dem Holz eingeschlagen wird. In diesem soll es besonders viele Falken gegeben haben. Die Unterscheidung in Vorder-, Mittel-, und Hinterfalkau, wie sie bis heute besteht, gab es schon ab 1670.
Zahlreiche weitere Siedler hatten Interesse, sich an dem Holzschlag im Haslachtal zu beteiligen und so entstand mit fünf weiteren Häusern ab 1665 Mittelfalkau und schließlich Vorderfalkau, sodass in Gesamtfalkau 1674 bereits 30 Familien wohnten. 1672 wurden auch hier Gebiete und Häuser von den dortigen Bewohnern vom Fürst abgekauft.

### Gründung Bärental
Der Fürst von Fürstenberg begann im 17. Jahrhundert im Seebachtal zwischen Titisee und Feldberg den Holzeinschlag. Schon vor 1690 siedelten sich die Tagelöhner, welche das Holz ernteten, fest im Seebachtal an. Ähnlich wie mit Falkau geschehen sollten auch die Bärentaler Siedler ihre Gebiete und Häuser kaufen. Ein Vertrag mit den Siedlern der Vogtei „Beerenhalden“ kam bereits 1691 zustande, wurde aber erst 1715 vom Fürst von Fürstenberg ratifiziert.

### Entwicklung bis heute
Nach Gründung der Siedlungen war die wirtschaftliche Entwicklung überall ähnlich. Die Menschen lebten weitgehend verarmt, da Viehhaltung und Ackerbau klimatisch schwierig waren. Die Siedlungen der Rotmeerglashütten verloren ab 1726 einen wichtigen Wirtschaftszweig, als die Glasbläser abrückten und in Falkau und Bärental wurde die Forstwirtschaft immer mühsamer und der Holzbedarf entlang der Wutach nahm ab. Für den Schwarzwald typische Nebengewerbe wie das Schindeln- und Schachtelmachen, Köhlern und Harzen wurden ebenso betrieben.

#### Uhrmacherei
Von St. Märgen und St. Peter breitete sich am Mitte des 18. Jahrhunderts die Uhrmacherei auch bis in die Feldbergregion aus. Schnell wurden in allen Ortsteilen mehrere Uhrenwerkstätten gegründet, die zahlreiche Menschen beschäftigten. In Falkau entstand ab 1827 eine Draht- und Schraubenfabrik, die 1876 über 100 Menschen beschäftigte und die umliegenden Uhrmachereien belieferte. Die Zahl der Beschäftigten stieg zeitweise auf über 300, die schlechte logistische Lage im Hochschwarzwald und politische Umstände führten allerdings zum Ende der für die Gemeinde Falkau enorm wichtig gewordenen Fabrik in den 1930ern. Vom Abbruch der Fabrikgebäude 1936 blieben lediglich zwei Häuser verschont, von denen eines später dem Konzern Bayer Leverkusen als Erholungsheim diente und zuletzt bis 2010 als Sporthotel und Restaurant genutzt wurde.

#### Tourismus
Der Tourismus begann in der zweiten Hälfte des 19. Jahrhunderts an Bedeutung zu gewinnen, nachdem im Großherzogtum Baden massiv in den Straßenbau investiert worden war, die Feldberggemeinden durch den Feldbergpass mit dem Wiesental verbunden waren und ein Bahnanschluss bestand. Mit dem Feldberger Hof entstand ab etwa 1860 ein bedeutsames Hotel auf dem Feldberg. Ab 1891 begann der Skisport auf dem Feldberg.

#### Limnologisches Institut

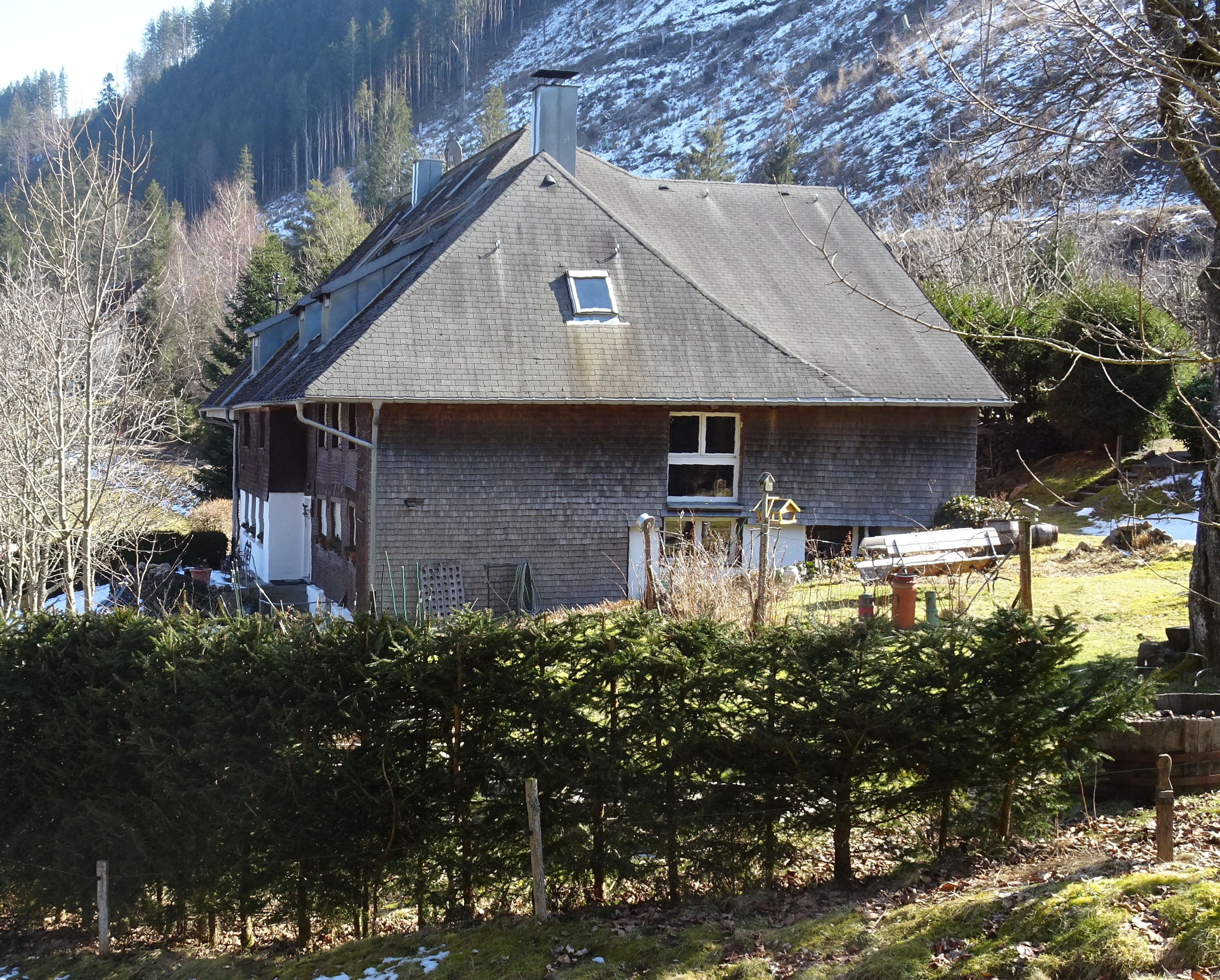
Haus Schlienz, ehemaliges Hauptgebäude des Limnologischen Instituts in Falkau

In Falkau wurde 1946 die Hydrobiologische Station für den Schwarzwald durch Walter Schlienz eingerichtet. Im Sommer 1948 übernahm Hans-Joachim Elster die wissenschaftliche Leitung der Station und erweiterte deren Horizont in den folgenden Jahren von der Hydrobiologie zur Limnologie. Ab 1951 wurden die wissenschaftlichen Arbeiten in einer eigenen Schriftenreihe veröffentlicht. Im Jahr 1953 gab es Bestrebungen, die Falkauer Station unter dem Dach der Max-Planck-Gesellschaft mit anderen Stationen in einem Limnologischen Institut der MPG zusammenzuführen. Nach dem Scheitern dieser Pläne wurde die Falkauer Station unter der Bezeichnung Walter-Schlienz-Institut an die Universität Freiburg als Limnologisches Institut angebunden. Im Herbst 1970 wurde das Institut von Falkau nach Konstanz-Egg am Bodensee verlagert und 1981 schließlich in die Universität Konstanz eingegliedert.

### Zusammenlegungen
Neuglashütten war die kleinste der Vogteien und hatte 1850 unter 20 Einwohner. Deswegen gab es immer wieder Eingemeindungs- und Auflösungsbestrebungen, so 1852, 1898 und 1909. Das badische Innenministerium hatte das Bezirksamt Neustadt am 1. April 1938 aufgefordert, die kleinen Gemeinden des Amtsbezirks zu beseitigen. Hierbei trat Neuglashütten mit seinen damals 92 Einwohnern in den Fokus und es einigten sich die Bürgermeister von Alt- und Neuglashütten am 10. Januar 1939 auf die Eingemeindung.
Zu Beginn des 20. Jahrhunderts gab es Bestrebungen die Gemeinden, welche Anteile am Feldbergmassiv hatten, zu einer Feldberggemeinde zusammenzulegen, darunter Bärental, Todtnau, Menzenschwand oder St. Wilhelm. Das Landratsamt Hochschwarzwald prüfte ab 1931 die Zusammenlegung von Bärental, Falkau, Alt- und Neuglashütten. Eine Zusammenlegung von Bärental und Menzenschwand wurde ebenso diskutiert.
Eine Gemeinde Feldberg (Schwarzwald) entstand 1939. Zum 1. April wurden Gebiete von Bernau, Hinterzarten, Menzenschwand, St. Wilhelm, Todtnau, Zastler und Brandenberg nach Bärental eingemeindet und Bärental in Feldberg (Schwarzwald) umbenannt. Die Reste der Gemeinde Brandenberg gingen als neuer Ortsteil in der Stadt Todtnau auf.

#### Wiederauflösungsbestrebungen
Da die Zusammenlegung von oben herab zur Zeit der Nationalsozialisten angeordnet worden war, gab es nach dem Zweiten Weltkrieg Bestrebungen, die Gemeinde Feldberg wieder aufzulösen. Menzenschwand etwa sei immer gegen die Gründung gewesen und hätte nur unter Druck der NSDAP zugestimmt. Dem Protest schlossen sich alle weiteren betroffenen Gemeinden bis auf Hinterzarten an. Das Landratsamt Neustadt bewertete die Fusion jedoch als gelungen und die betroffenen Gemeinden als ausreichend entschädigt. Auf Landesebene gab es keine Unterstützung der Wiederauflösungsbestrebungen, auch wenn das Landratsamt Lörrach diese unterstützte. 1950 kam es in Freiburg zu Verhandlungen der Kommunalvertreter und eine Kommission wurde gegründet. In Todtnau formte sich nach Scheitern der Kommission massiver Widerstand und Protest in der Bevölkerung, da der Feldberggipfel auf der Gemarkung Todtnau gelegen hatte. In einer Stellungnahme stellte sich das Landesinnenministerium im Jahr darauf jedoch hinter die Gemeinde Feldberg.
Nach jahrelangen und zeitweise eingeschlafenen Verhandlungen zahlte die Gemeinde Feldberg 1959 60.000 Mark an die Gemeinde Menzenschwand, die 1961 bekräftigte, die Frage der Gemeinde Feldberg damit als beendet anzusehen. Die Verhandlungen führten dazu, dass auch Todtnau, Zastler und St. Wilhelm von ihren Auflösungsbestrebungen absahen, mit Todtnau einigte man sich auf eine Zahlung von 20.000 Mark. St. Wilhelm wurde als ausreichend entschädigt angesehen und Bernau ließ von seinen Ansprüchen ab. Nach der Fusion Badens und Württemberg stellte Zastler 1955 weiterhin Gebietsansprüche und erhielt zum 21. Oktober 1964 schließlich 48 ha von der Gemeinde Feldberg, die umgemeindet wurden und auch den Landkreis wechselten (von damals Hochschwarzwald zu Freiburg, heute alles Breisgau-Hochschwarzwald). Auf diesem Gebiet befindet sich die Zastler Hütte.

#### Verwaltungsreform
Die gesetzlichen Vorgaben der Landesregierung im Zuge der Gebietsreform in Baden-Württemberg machten eine Fusion der Gemeinde Feldberg mit Altglashütten praktisch unausweichlich, auch Falkau beteiligte sich früh an den Gesprächen. Der werbewirksame Name „Feldberg (Schwarzwald)“ sollte beibehalten werden, aber auch „Feldberg-Altglashütten“ wurde diskutiert, wurde aus Falkau aber abgelehnt. Nach Bevölkerungsbefragungen in den drei Gemeinden, die bei niedriger Wahlbeteiligung positiv ausfielen, wurde die Vereinbarung über die Neubildung der Gemeinde Feldberg (Schwarzwald) zum 1. September 1971 gefasst.
Zum 1. Juli 1974 gründete man eine Verwaltungsgemeinschaft mit Schluchsee.
Die Stadt Titisee-Neustadt beantragte nach der Gebietsreform die Umgliederung des Bankenhofgebietes am Westufer des Titisees. Hier fasste der Gemeinderat Feldberg einen Beschluss der zum 1. Januar 1977 wirksam wurde und trat 24 ha an Hinterzarten ab. Somit hatte bis dahin ein kleines Stück des Titiseeufers zu Feldberg gehört.

#### Jüngere Geschichte
Am 17. Januar 2004 wurden die drei Ortsteilsfeuerwehren Altglashütten, Falkau und Bärental-Feldberg zu einer Feuerwehr Feldberg zusammengelegt.

## Politik

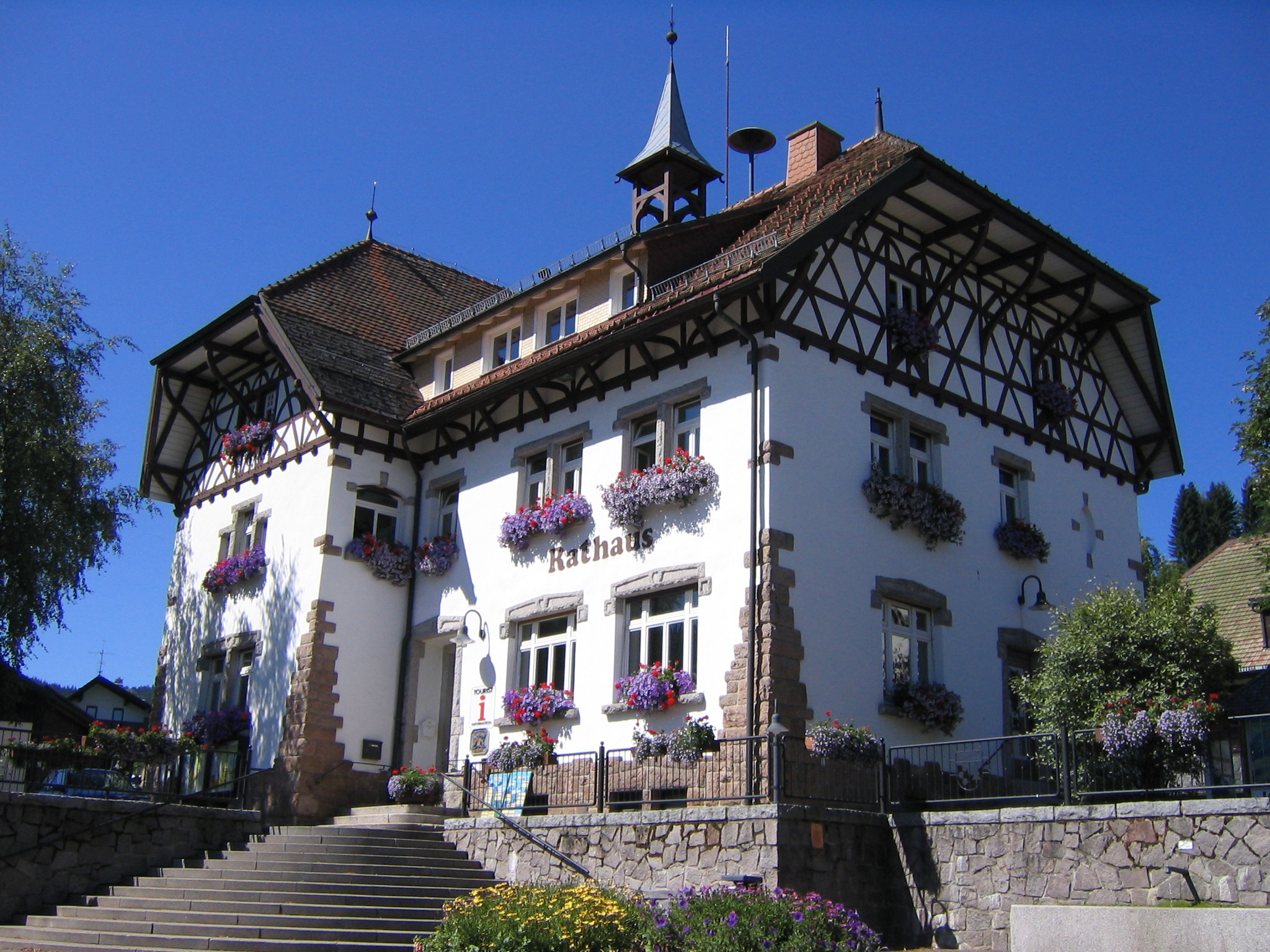
Rathaus von Feldberg in Altglashütten

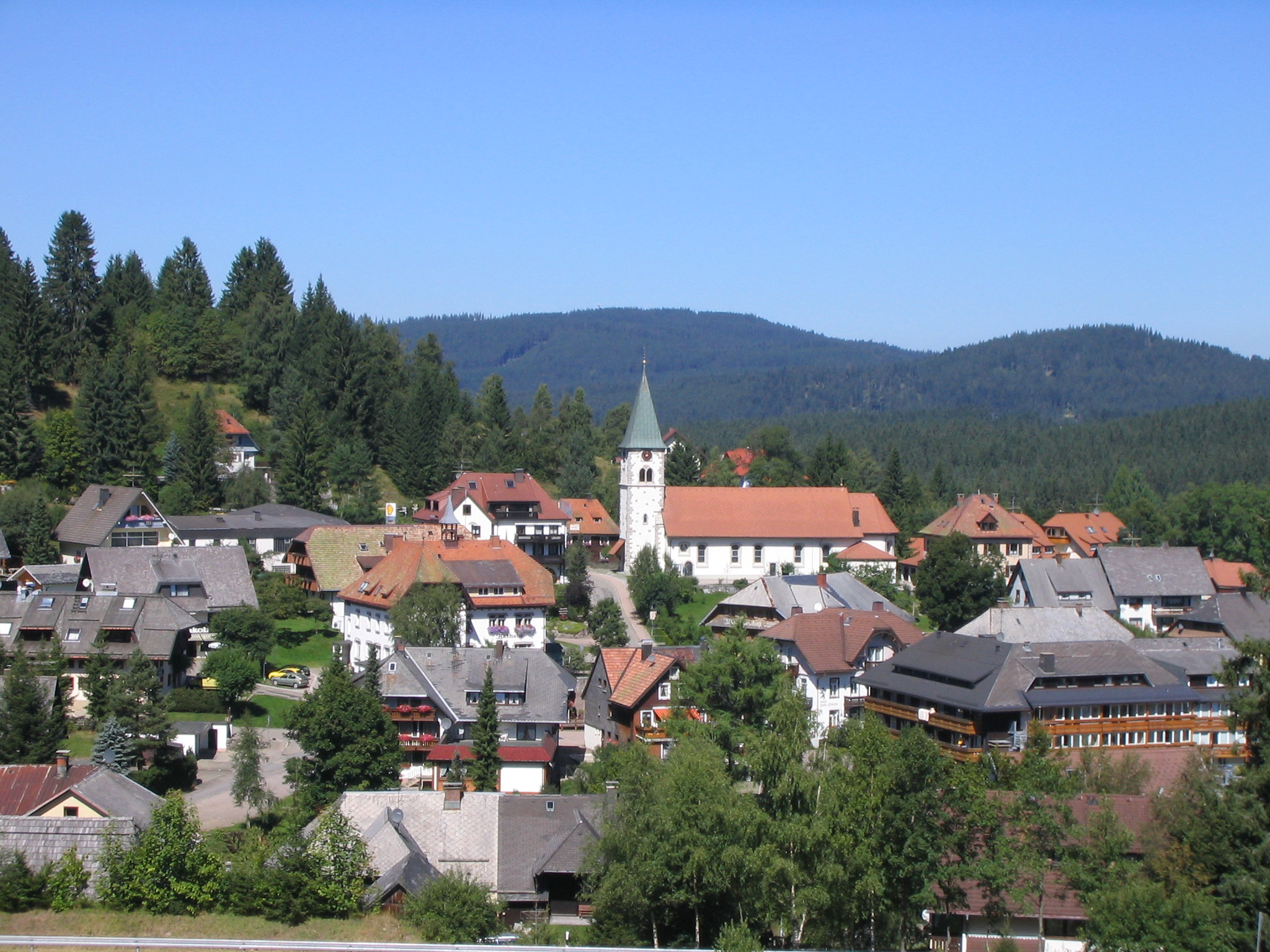
Ortskern von Feldberg-Altglashütten

### Bürgermeister
- 1972 bis 1980: Erich Fink
- 1980 bis 1995: Dieter Kainz
- 1995 bis 2018: Stefan Wirbser[27]
- 2019 bis heute: Johannes Albrecht

### Gemeinderat
Bei den  Kommunalwahlen am 9. Juni 2024 gab es im Vergleich zur letzten Wahl keine Veränderungen bei der Anzahl der Sitze für die drei antretenden Listen. In Feldberg traten zum zweiten Mal nur Wählergruppen, keine Parteilisten an. Diese teilen die Sitze wie folgt unter sich auf:
| Die Feldberger Liste | 4 Sitze |
| Freie Wähler         | 3 Sitze |
| Bürgerliste Feldberg | 3 Sitze |

### Verwaltung
Mit der Gemeinde Schluchsee besteht eine Vereinbarte Verwaltungsgemeinschaft.

### Wappen
Das 1974 vom Innenministerium verliehene Wappen war von Dr. Alfred Simon folgendermaßen gestaltet worden: „Unter einem roten Schildhaupt, worin zwei gekreuzte silberne Schneeschuhe, gespalten von Blau und Silber vorne drei keilförmige nach rechts gestellte silberne Scheiben, hinten eine grüne Tanne.“
Die Gründergemeinden Falkau, Bärental und Altglashütten, werden durch die drei Hauptfarben rot, weiß und blau repräsentiert. Letztere erinnert wahrscheinlich auch an die Verbundenheit zum ehemaligen Fürstentum Fürstenberg. Die Bedeutung der drei Kreise gibt Raum zu einiger Spekulation. Entweder handelt es sich um Glaskugeln, die an die Vergangenheit des Glaserhandwerks erinnern oder es handelt sich um die drei Seen, welche an die Gemarkung angrenzen: Titisee, Windgfällweiher und Schluchsee. Sie könnten aber auch die Einigkeit der drei Gemeinden symbolisieren.

Wappen der ehemaligen Gemeinden
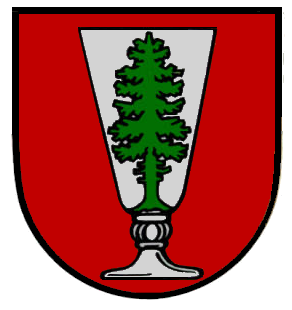
Altglashütten
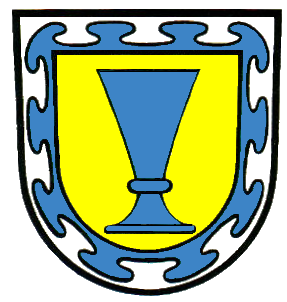
Neuglashütten
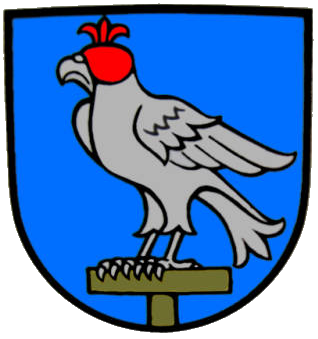
Falkau

### Gemeindepartnerschaft
Feldberg unterhält eine Gemeindepartnerschaft mit der französischen Gemeinde La Clusaz im Département Haute-Savoie, wie Feldberg ein Wintersportzentrum.

## Wirtschaft und Infrastruktur

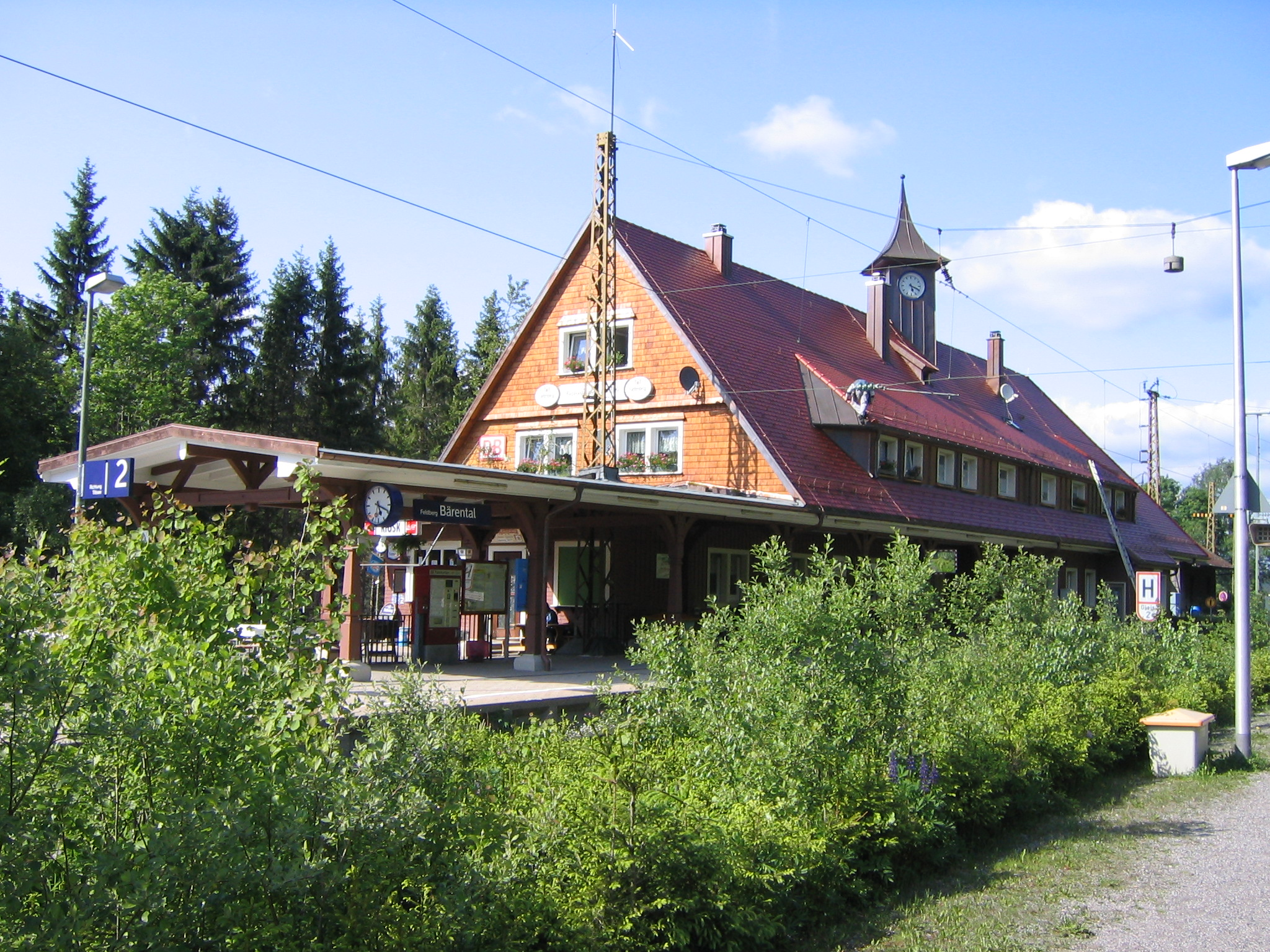
Bahnhof Feldberg-Bärental

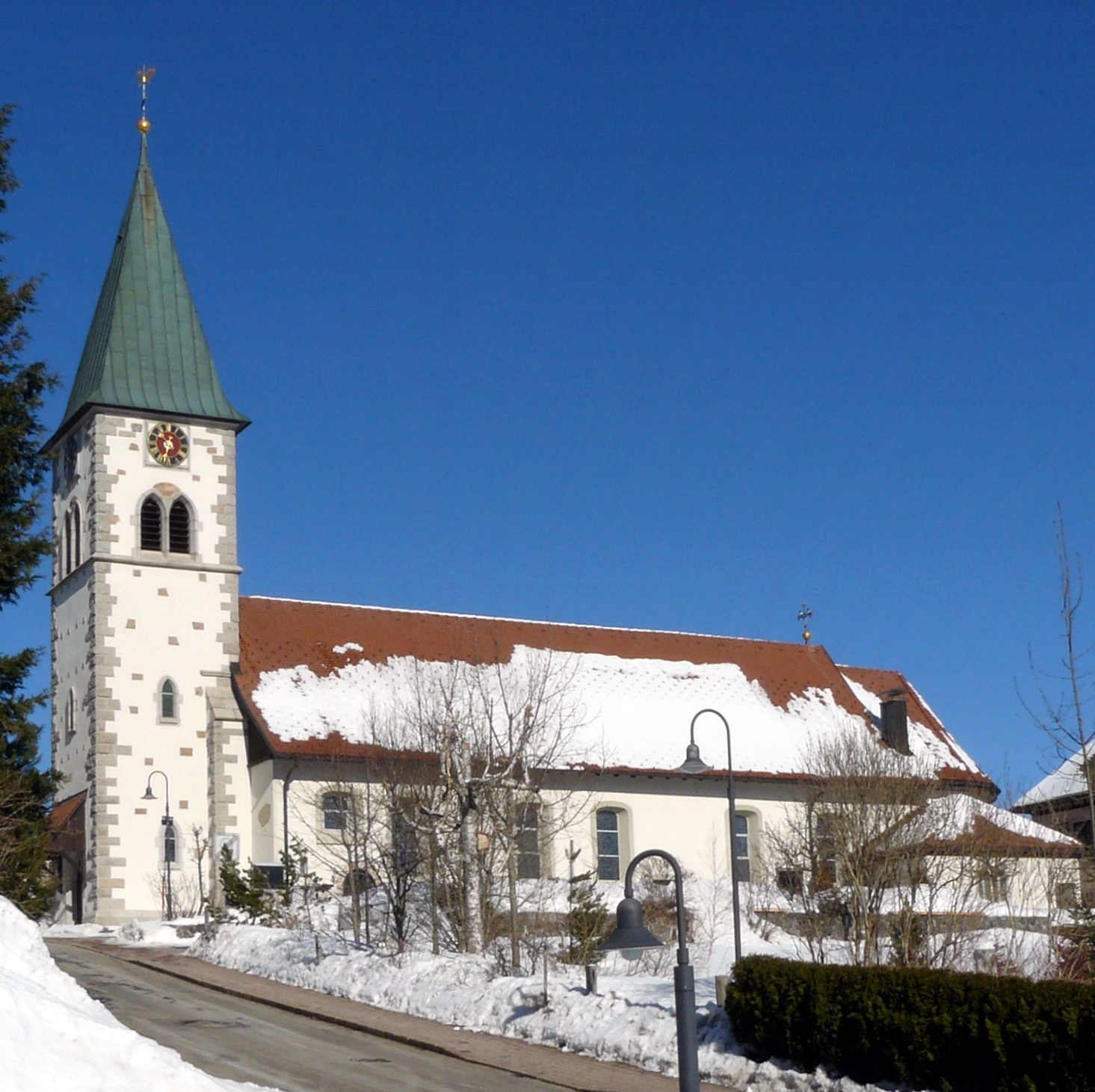
Kirche St. Wendelin in Feldberg-Altglashütten

### Verkehr
In Bärental kreuzen sich die Bundesstraße 500 und 317. Seit dem Bau der Dreiseenbahn von Titisee nach Seebrugg 1926 befindet sich in Bärental Deutschlands höchstgelegener Bahnhof an einer Regelspurstrecke. Ein weiterer Haltepunkt an dieser Strecke befindet sich in Altglashütten-Falkau. Diverse Linienbusse sorgen neben der Breisgau-S-Bahn für eine Verbindung in die Nachbargemeinden und auf den Feldberg, der stündlich verkehrende Bus zwischen Titisee und Zell im Wiesental wird als Feldbergbus bezeichnet. Der durch die Gemeinde verlaufende Feldbergpass verbindet Titisee-Neustadt mit dem Wiesental.
Der Schwarzwald-Radweg von Karlsruhe nach Lörrach führt vom Lenzkircher Ortsteil Saig nach Falkau und Bärental und über den Feldberg nach Todtnauberg. Der Schwarzwald-Bike-Crossing von Pforzheim nach Bad Säckingen verbindet den Titisee mit Bärental. Der Dreiseenradweg von Freiburg über den Titisee und den Windgfällweiher zum Schluchsee führt von Bärental nach Altglashütten.

### Bildung
In Altglashütten befinden sich eine Grundschule und ein Kindergarten.

## Kultur und Sehenswürdigkeiten

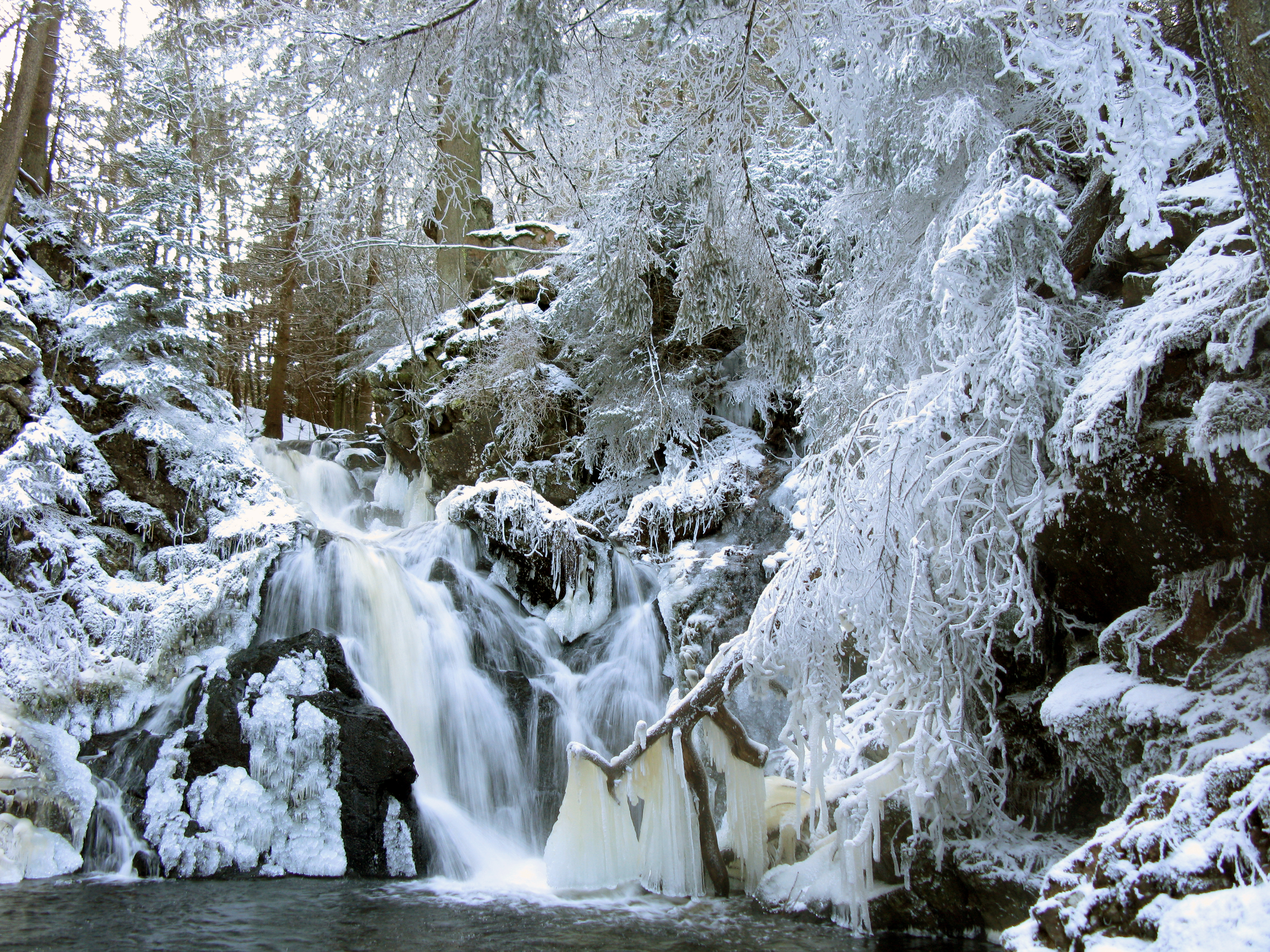
Falkauer Wasserfall

- Der Feldbergturm auf dem Seebuck war ursprünglich der Sendeturm des Senders Feldberg. Nach Errichtung eines neuen Sendeturms auf dem Feldberggipfel konnte ein Abriss verhindert werden. Der Turm wurde zum Aussichtsturm umgestaltet. Im 11. Stockwerk befindet sich ein Trauzimmer, das im Sommer als das höchste Trauzimmer Deutschlands für Trauungen genutzt werden kann.
- In Feldberg-Ort steht das „Haus der Natur“ genannte Naturschutzzentrum Südschwarzwald, das auch Sitz des Trägervereins des Naturparks Südschwarzwald ist.
- In der Nähe der Passhöhe der Feldbergstraße steht die 1962/63 nach Plänen des Architekten Rainer Disse erbaute katholische Kirche Verklärung Christi, die durch ihre Lage und moderne Bauform auffällt. Sie ist die höchstgelegene katholische Pfarrkirche Deutschlands.[30]
- Rund um den Feldberggipfel befinden sich einige ehemalige Herderhütten, die der Sommerbeweidung des Milchviehs aus den umliegenden Tälern gedient hatten, z. B. die Todtnauer Hütte, die St. Wilhelmer Hütte oder die Zastler Hütte. Heute werden die Hütten gastronomisch genutzt.
- Am Falkauer Schwelleweiher entstand in den letzten Jahren das familienfreundliche „Resis Abenteuerland“ mit Spielplatz, Grillstelle, Außensportgeräten und einem Minigolfplatz.
- Die 1999 erbaute Feldbergbahn bringt im Sommer Wanderer auf den Seebuck. Im Winter ist sie als Sessellift Teil des Skigebiets Feldberg mit 14 Liftanlagen.

### Naturdenkmäler
- Feldsee, eiszeitlicher Karsee des ehemaligen Feldberg-Gletschers unterhalb des Feldberggipfels, genauer unterhalb des Seebuck
- Zastler Loch, durch den ehemaligen Feldberg-Gletscher geformter Talschluss des Zastler Tales
- Bärhalde, botanisch interessanter Waldgipfel mit Felsen und kleinen Mooren
- Moorgebiet Rotmeer
- Seebachfall unter dem Behabühl
- Falkauer Wasserfall der Haslach (Wegen ausstehenden Sanierungsarbeiten ist der Rundweg Wasserfallweg Falkau bis auf Weiteres nicht begehbar). (Stand: Mai 2024)[31]
- Quellen der Wiese, Alb und Wutach (als Seebach)
- Schwelleweiher in Falkau

### Regelmäßige Veranstaltungen
Jedes Jahr am 10. August findet das Laurentius-Fest, der „Laurenzi-Tag“, auf dem Feldberg statt. Das Fest wird gefeiert zu Ehren des heiligen Laurentius, Patron der Hirten und Herden und beginnt mit einem Festgottesdienst bei der Laurentius-Kapelle nahe der Todtnauer Hütte. Danach wird den ganzen Tag rund um den Feldberg gefeiert.
Außerdem gibt es jährliche Veranstaltungen verschiedener Vereine, etwa Konzerte der beiden Trachtenkapellen der Gemeinde, Altglashütten und Falkau-Raitenbuch oder das traditionelle Geißenfest des Geißenvereins immer an Christi Himmelfahrt. Jedes Jahr zur Fasnachtszeit finden weitere Veranstaltungen wie der Nachtumzug durch Altglashütten statt.

## Persönlichkeiten

### Söhne und Töchter der Gemeinde
- Julius Kibiger (1903–1983), Kunstmaler und -zeichner, gilt mit über 4000 Werken[33] als einer der produktivsten Heimatmaler des Markgräflerlandes
- Hansy Vogt (* 1967), Sänger der Volksmusikgruppe Die Feldberger (ehemals Die Feldberger Spitzbuben) und Fernsehmoderator

### Persönlichkeiten mit Verbindung zur Gemeinde
- Hans-Joachim Elster (1908–2001), Limnologe, leitete ab 1948 die Hydrobiologische Station für den Schwarzwald in Falkau[19][20]
- August Euler (1868–1957), Flugpionier, der bis zu seinem Tod in einem Haus auf dem Seebuck wohnte
- Elisabeth Heimpel (1902–1972), Pädagogin und Sozialpädagogin, starb in einem Wald in Falkau
- Ernst Rudolf Huber (1903–1990), seine Frau Tula und ihre Kinder, darunter Wolfgang Huber (* 1942), fanden nach der Flucht aus Straßburg im Herbst 1944 im Ferienhaus der befreundeten Heimpels Unterkunft. Die Familie Huber lebte bis zum Umzug nach Freiburg 1949 in Falkau in einer Wohngemeinschaft mit den Heimpels. Ulrich Huber (1936–2023) heiratete später eine Tochter Heimpels.[34]
- Josef Schelb (1894–1977), Komponist, Pianist und Musikhochschulprofessor, nutzte lange Zeit sein Haus in Vorderfalkau als Rückzugsort und Ferienwohnung
- Gundolf Thoma (* 1965), Skirennläufer und Unternehmer
- Hans Vehrenberg (1910–1991), Verleger und Amateurastronom, der in der Schuppenhörnlestraße in Falkau eine private Sternwarte betrieb. Bekannt wurde er durch seine dort aufgenommenen fotografischen Sternatlanten (Falkauer Atlas und Atlas Stellarum) sowie seine Bücher, u. a. Atlas der schönsten Himmelsobjekte, Handbuch der Sternbilder oder der Atlas Galaktischer Nebel.
- Georg Waldvogel (* 1961), Skispringer